# The Gates of Slumber

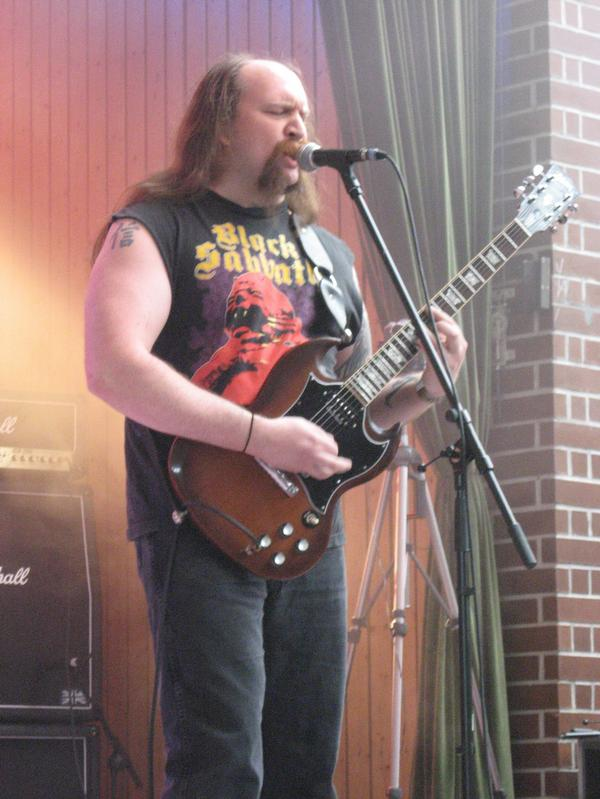
Karl Simon

I The Gates of Slumber erano un gruppo musicale doom metal statunitense fondato nel 1998 a Indianapolis.

## Formazione

### Formazione attuale
- Bob "Iron" Fouts - batteria
- Karl Simon - voce, chitarra
- Jason McCash - basso

### Ex componenti
- Chuck Brown - batteria
- Jamie Walters - batteria
- Dr. Phibes - basso
- Chris Gordon - batteria
- Brad Elliot - basso

## Discografia
Album in studio
- 2004 - The Awakening
- 2006 - Suffer No Guilt
- 2008 - Conqueror
- 2009 - Hymns of Blood & Thunder
- 2011 - The Wretch

Raccolte
- 2007 - Villain, Villain
- 2009 - Chronicles of True Doom

Album dal vivo
- 2020 - Live in Tempe Arizona

EP
- 2005 - Like a Plague Upon the Land
- 2006 - God Wills It
- 2008 - Ice Worm's Lair
- 2012 - Stormcrow